# ألفرد فريندلي
ألفرد فريندلي (بالإنجليزية: Alfred Friendly)‏ هو صحفي أمريكي، ولد في 30 ديسمبر 1911، وتوفي في 7 نوفمبر 1983.